# Medobčinska splošna knjižnica Žalec
Medobčinska splošna knjižnica Žalec je osrednja splošna knjižnica s sedežem v Žalcu; ustanovljena je bila leta 2002.
Ima dislocirane enote: Občinska knjižnica Polzela, Občinska knjižnica Prebold, Občinska knjižnica Tabor, Občinska knjižnica Vransko, Krajevna knjižnica Griže, Krajevna knjižnica Liboje, Krajevna knjižnica Petrovče, Krajevna knjižnica Ponikva in Krajevna knjižnica Šempeter.